# Samantha Roberts
Samantha Roberts (geb. 21. April 2000 in Memphis, Tennessee, Vereinigte Staaten) ist eine antiguanische Schwimmerin.

## Karriere
Sie trat bei den Olympischen Sommerspielen 2016 in Rio de Janeiro, den Olympischen Jugend-Sommerspielen 2018 in Buenos Aires und den Olympischen Sommerspielen 2020 in Tokio an. Sie war 2016 das jüngste Mitglied der antiguanischen Olympiamannschaft. 2020 war sie außerdem Fahnenträgerin der Mannschaft.
Sie hat auch an den Schwimmweltmeisterschaften 2019 in Gwangju, den Kurzbahnweltmeisterschaften 2014 in Doha, den Kurzbahnweltmeisterschaften 2021 in Abu Dhabi, sowie den Panamerikanischen Spielen 2015 in Toronto und den Zentralamerikaspielen 2017 teilgenommen.
2016 kam sie im Wettbewerb 50 m Freistil auf Rang 57 mit einer Zeit von 27,95 s. 2020 erreichte sie in den 50 m Freistil Rang 54. In den Jugendspielen 2018 erreichte sie Rang 35 über 50 m und Rang 42 über 100 m.